# 旁遮普文維基百科
旁遮普文維基百科 ，是免費百科全書維基百科的旁遮普语版本。 旁遮普文维基百科分爲兩個版本，包括東旁遮普語维基百科（使用古木基文字）和西旁遮普語维基百科（使用沙木基文字）。

## 東旁遮普語維基百科
東旁遮普語版在2002年6月3日建立但到2004年8月才完成首三篇條目，2012年7月條目數達到2,400篇。
2012年8月至今，全球讀者數目約2600萬。 
2012年7月28日，卢迪亚纳舉行第一次旁遮普语维基百科工作坊，2012年8月16日在伯蒂亚拉旁遮普大学舉行第二次工作坊，教導人們如何編輯和添加資訊到維基百科。
社群亦有定期舉辦維基活動和工作坊，籍此改進旁遮普語維基百科的内容和增加參與編輯的志工人數。2015年10月，阿姆利則舉行的一次工作坊吸引了17所學校148名學生參與，活動目的是提高学生對維基百科的認知。 
目前古木基文（東）旁遮普語维基百科有57,759篇條目。

## 西旁遮普語维基百科

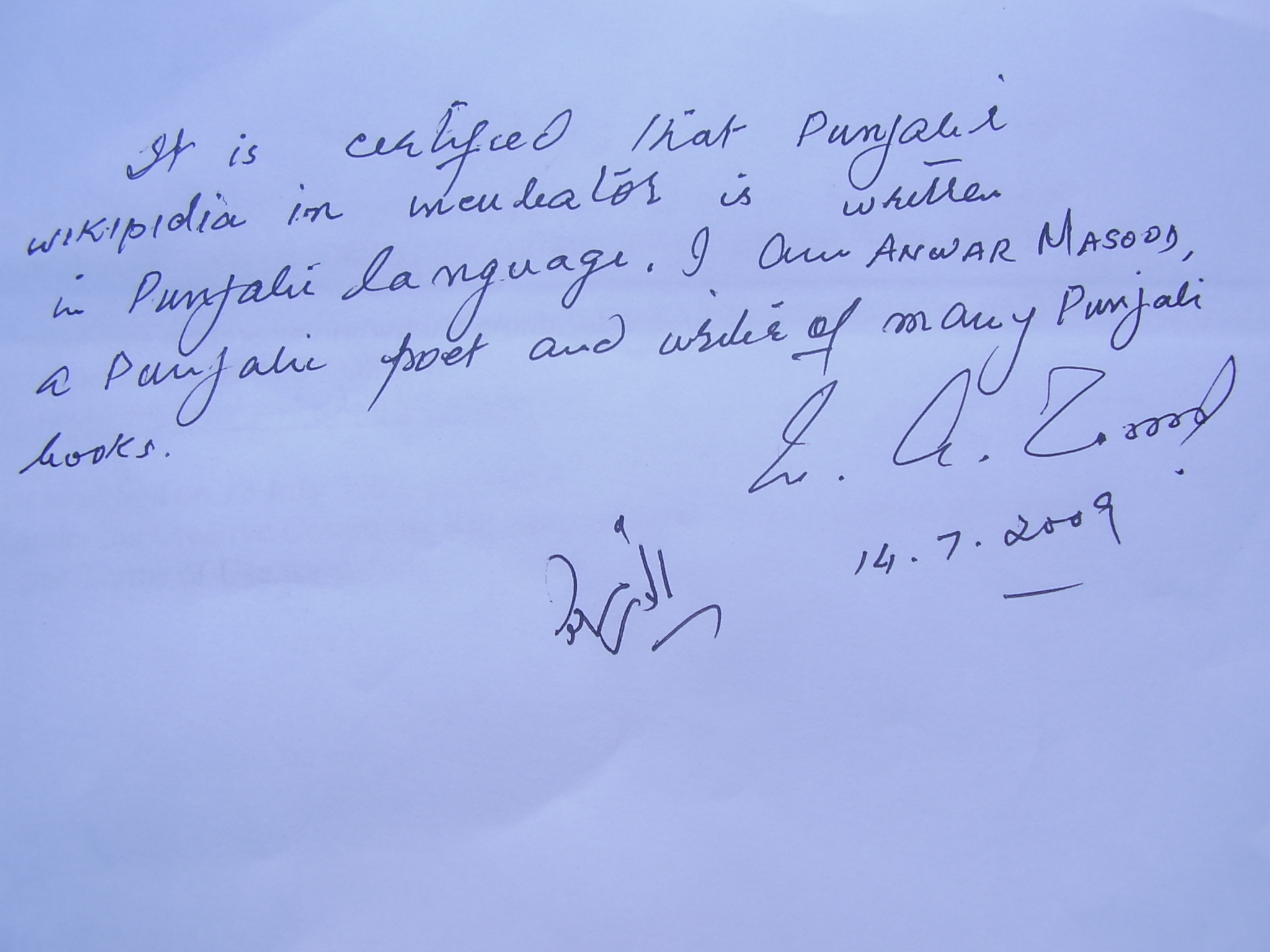
旁遮普語作家安瓦尔·马苏德證實西旁遮普语维基百科正式推出

2008年10月24日，維基孵育場启动西旁遮普語维基百科計劃，2009年8月13日成爲獨立語言計劃，脫離孵化器，擁有獨立的域名。項目由伊斯兰堡大學教授哈立德·馬哈茂德推動。 

目前沙木基文（西）旁遮普語维基百科有74,003篇條目。